# Батерия AAA
Батерия AAA (също микро или типоразмер R03 по IEC (да не се бърка с размера R3, който е ⌀ 13,5 mm × 25,0 mm) е общо означение за стандартизиран, широко разпространен размер на батерии. Те са изобретени от Самюел Рубен и Филип Роджърс Малори и пуснати на пазара през 1964 г. под марката Duracell. Въпреки това, компанията EVEREADY пише на сайта си, че е изобретила този тип батерии още през 1911 г.
Съществуват също и литиево-йонни акумулатори с изходно напрежение 1,5 V; но те не същински акумулатори. Това са сложни съставни изделия, съдържащи 3,7 V литиево-йонен акумулатор, контролер на зареждане и изходен преобразувател в AAA корпус.

## Общо
Това са цилиндрични кръгли батерии с диаметър от 9,5 до 10,5 mm и височина от 43,3 до 44,5 mm (в правилата на IEC 60086-1 са посочени само двете максимални стойности). Това води до обем от около 3,5 до 3,8 cm³. Въпреки идентичната структура, те не трябва да се сравняват с по-големите батерии AA, респ. батерии „Mignon“. Микробатериите се произвеждат с помощта на различни електрохимични системи, които могат да се различават значително по отношение на номинално напрежение, капацитет, товароспособност и строеж. В зависимост от системата, други, често специфични за производителя, обозначения се използват за непрезареждащи се и презареждащи се микробатерии. Най-често срещаните модели се различават по издръжливост и производителност.
Микробатериите се използват предимно в малки, често преносими, електрически и електронни устройства. Примери са безжични телефони, малки радиостанции (уоки-токи), пейджъри, цифрови фотоапарати, PDA, MP3 плейъри, компютърни мишки, играчки, фенерчета, лазерни показалки, калкулатори, часовници и пултове за дистанционно управление.

## Преглед на типовете
| Електрохимична система                        | Номинално напрежение, V                       | IEC                                           | ANSI                                          | Друго означение                                                         | Типичен капацитет, mAh                        | Типична енергия, Wh                           |
| Батерии без презареждане (първични източници) | Батерии без презареждане (първични източници) | Батерии без презареждане (първични източници) | Батерии без презареждане (първични източници) | Батерии без презареждане (първични източници)                           | Батерии без презареждане (първични източници) | Батерии без презареждане (първични източници) |
| --------------------------------------------- | --------------------------------------------- | --------------------------------------------- | --------------------------------------------- | ----------------------------------------------------------------------- | --------------------------------------------- | --------------------------------------------- |
| Алкално-манганова                             | 1,5                                           | LR03                                          | 24A, 24AC                                     | AM4, AM-4, MN2400, MX2400, E92, X92, EN92, 4003, 4103, 4203, 4703, 4903 | 1200                                          | 1,8                                           |
| Цинково-въглеродна                            | 1,5                                           | 0R03                                          | 24D, 24F                                      | UM4, UM-4, 1212, 3003, 3703                                             | 0500                                          | 0,75                                          |
| Литиево-желязосулфидна                        | 1,5                                           | FR03                                          | 24LF                                          | L92                                                                     | 1200                                          | 1,8                                           |
| Никел-оксихдроксидна                          | 1,7                                           | ZR03                                          | –                                             | NX2400                                                                  |                                               |                                               |
| Презареждаеми батерии (акумулатори)           |                                               |                                               |                                               |                                                                         |                                               |                                               |
| LSD-никел-металхидрид                         | 1,2                                           | HR03                                          | 1.2H1                                         |                                                                         | 0750                                          | 0,9                                           |
| Никел-металхидрид                             | 1,2                                           | HR03                                          | 1.2H1                                         | 5303, 5603, 5703                                                        | 1000                                          | 1,2                                           |
| Никел-кадмий                                  | 1,2                                           | KR03                                          | 1.2K1                                         | CH12, 5003                                                              | 0500                                          | 0,6                                           |
| Никел-цинк                                    | 1,6                                           |                                               |                                               |                                                                         | 0550                                          | 0,9                                           |
| Литиево-йонен                                 | 3,7                                           |                                               |                                               | 10440                                                                   | 0450                                          | 1,7                                           |